# 36e prix Lambda Literary
Le 36e prix Lambda Literary a lieu le 11 juin 2024 pour honorer les ouvrages publiés en 2023. 

## Organisation
L'événement est organisé au Sony Hall de New York le 11 juin 2024.

## Lauréats et finalistes
| Catégorie                      | Lauréat | Finalistes |
| ------------------------------ | --- | --- |
| Fiction bisexuelle             | Natural Beauty, Ling Ling Huang                                                                                      | - All-Night Pharmacy: A Novel, Ruth Madievsky - Endpapers, Jennifer Savran Kelly - Last Night at the Hollywood Canteen, Sarah James - Natural Beauty, Ling Ling Huang - Old Enough, Haley Jakobson |
| Non-fiction bisexuelle         | Creep: Accusations and Confessions, Myriam Gurba                                                                     | - Bisexual Men Exist: A Handbook for Bisexual, Pansexual and M-Spec Men, Vaneet Mehta - Boyslut: A Memoir and Manifesto, Zachary Zane - Creep: Accusations and Confessions, Myriam Gurba - Crying Wolf, Eden Boudreau - Nimrods: a fake-punk self-hurt anti-memoir, Kawika Guillermo |
| Poésie bisexuelle              | Desire Museum, Danielle Cadena Deulen                                                                                | - A Film in Which I Play Everyone, Mary Jo Bang - Desire Museum, Danielle Cadena Deulen - Ephemera, Sierra DeMulder - Good Grief, the Ground, Margaret Ray - Impersonal Rainbow & The Bisexual Purge, Paul Killebrew |
| Fiction gay                    | Family Meal, Bryan Washington                                                                                        | - American Scholar, Patrick E. Horrigan - Blackouts, Justin Torres - Brother & Sister Enter the Forest: A Novel, Richard Mirabella - Family Meal, Bryan Washington - I Will Greet the Sun Again, Khashayar J. Khabushani |
| (Auto-)biographie gay          | Tweakerworld, Jason Yamas                                                                                            | - Leading Lady, Charles Busch - Leg: The Story of a Limb and the Boy Who Grew from It, Greg Marshall - Mother, Nature, Jedidiah Jenkins - Reaching Ninety, Martin Duberman - Tweakerworld, Jason Yamas |
| Poésie gay                     | Trace Evidence, Charif Shanahan                                                                                      | - Hard Drive, Paul Stephenson - Homeland of My Body: New and Selected Poems, Richard Blanco - Love(ly) Child, Emanuel Xavier - Trace Evidence, Charif Shanahan - What We Lost in the Swamp, Grant Chemidlin |
| Romance gay                    | We Could Be So Good, Cat Sebastian                                                                                   | - Dionysus in Wisconsin, E. H. Lupton - Mistletoe & Mishigas, M.A. Wardell - The Art of Husbandry, Jay Hogan - The Secret Lives of Country Gentlemen, KJ Charles - We Could Be So Good, Cat Sebastian |
| Fiction lesbienne              | Biography of X, Catherine Lacey                                                                                      | - Big Swiss, Jen Beagin - Biography of X, Catherine Lacey - Organ Meats, K-Ming Chang - Our Hideous Progeny, C.E. McGill - Pomegranate, Helen Elaine Lee |
| (Auto-)biographie lesbienne    | Lesbian Love Story: A Memoir in Archives, Amelia Possanza                                                            | - Hijab Butch Blues, Lamya H - Lesbian Love Story: A Memoir in Archives, Amelia Possanza - Suicide: The Autoimmune Disorder of the Psyche, Vi Khi Nao - To Name the Bigger Lie, Sarah Viren - Why Willie Mae Thornton Matters, Lynnée Denise |
| Poésie lesbienne               | Teeter, Kimberly Alidio                                                                                              | - Ardor, Alyse Knorr - Because You Were Mine, Brionne Janae - Couplets, Maggie Millner - Dream of Xibalba, Stephanie Adams-Santos - Teeter, Kimberly Alidio |
| Romance lesbienne              | Dance with Me, Georgia Beers                                                                                         | - A Lady to Treasure, Marianne Ratcliffe - Catch, Kris Bryant - Dance with Me, Georgia Beers - Love at 350°, Lisa Peers - Lucky in Lace, Melissa Brayden |
| Fiction transgenre             | Wild Geese, Soula Emmanuel                                                                                           | - Bellies, Nicola Dinan - Girlfriends, Emily Zhou - Les Enragé·e·s, Valérie Bah (trad. The Rage Letters, Kama La Mackerel) - Trash, Sylvia Aguilar Zéleny - Wild Geese, Soula Emmanuel |
| Nonfiction transgenre          | Miss Major Speaks: Conversations with a Black Trans Revolutionary, Miss Major et Toshio Meronek                      | - Love and Money, Sex and Death, McKenzie Wark - Miss Major Speaks: Conversations with a Black Trans Revolutionary, Miss Major et Toshio Meronek - On Community, Casey Plett - Tar Hollow Trans: Essays, Stacy Jane Grover - Transland: Consent, Kink, and Pleasure, Mx. Sly |
| Poésie transgenre              | Hood Vacations, Michal ‘MJ’ Jones                                                                                    | - Hood Vacations, Michal ‘MJ’ Jones - Portraits as Animal: Poems, Victoriano Cárdenas - Short Film Starring My Beloved’s Red Bronco, K. Iver - Taking to Water, Jennifer Conlon - Transitory, Subhaga Crystal Bacon |
| Poésie LGBTQ+                  | The Perfect Bastard, Quinn Carver Johnson                                                                            | - Lanternfly August, Robin Gow - motherworld: a devotional for the alter-life, Destiny Hemphill - Pig, Sam Sax - The Perfect Bastard, Quinn Carver Johnson - Toska, Alina Pleskova |
| Anthologie LGBTQ               | 2 Trans 2 Furious: An extremely serious journal of Transgender Street Racing Studies, Tuck Woodstock et Niko Stratis | - 2 Trans 2 Furious: An extremely serious journal of Transgender Street Racing Studies, Tuck Woodstock et Niko Stratis - A Pill for Promiscuity: Gay Sex in an Age of Pharmaceuticals, Andrew R. Spieldenner et Jeffrey Escoffier - Being Ace: An Anthology of Queer, Trans, Femme, and Disabled Stories of Asexual Love and Connection, Madeline Dyer (dir.), Cody Daigle-Orians, Kat Yuen, Akemi Dawn Bowman, Rosiee Thor, Linsey Miller, K. Hart, S.E. Anderson, Emily Victoria, Anju Imura, RoAnna Sylver, Moniza Hossain, Lara Ameen, Jas Brown, S.J. Taylor - Fairy Tale Review: The Rainbow Issue, Benjamin Schaefer - Rosalind’s Siblings: Fiction and Poetry Celebrating Scientists of Marginalized Genders, dir. Bogi Takács ; Cameron Van Sant, Celia Neri, D.A. Xiaolin Spires, Emma Alice Johnson, Hal Y. Zhang, Isha Karki, Jennifer Lee Rossman, Julian K. Jarboe, Julie Nováková, Kanika Agrawal, Laura Jane Swanson, Leigh Harlen, Lisa M. Bradley, Lydia Moon, Osahon Ize-Iyamu, Phoebe Barton, Polenth Blake, Premee Mohamed, Santiago Belluco, Stefani Cox, Tessa Fisher, Ursula Whitcher, Vajra Chandrasekera |
| Littérature pour enfants LGBTQ | The Apartment House on Poppy Hill, Nina LaCour, illustré par Sonia Albert                                            | - The Apartment House on Poppy Hill, Nina LaCour, illustré par Sonia Albert - Door by Door, Meeg Pincus et Meridth Mckean Gimbel - Gender Identity for Kids, Andy Passchier - Grandad’s Pride, Harry Woodgate - The Wishing Flower, A. J. Irving et Kip Alizadeh |
| Littérature jeunesse LGBTQ     | Dear Mothman, Robin Gow                                                                                              | - Dear Mothman, Robin Gow - Ellie Engle Saves Herself, Leah Johnson - Just Lizzie, Karen Wilfrid - Matteo, Michael Leali - The Beautiful Something Else, Alder Van Otterloo |
| Littérature young adult LGBTQ  | Only This Beautiful Moment, Abdi Nazemian                                                                            | - Cold Girls, Maxine Rae - Only This Beautiful Moment, Abdi Nazemian - Pritty, Keith F. Miller, Jr. - That Self-Same Metal (The Forge & Fracture Saga, Book 1), Brittany N. Williams - The Wicked Bargain, Gabe Cole Novoa |
| Bande dessinée LGBTQ           | A Guest in The House, Emily Caroll                                                                                   | - A Guest in The House, Emily Caroll - Belle of the Ball, Mari Costa - Blackward, Lawrence Lindell - Roaming, Jillian Tamaki, Mariko Tamaki - The Chromatic Fantasy, H.A. |
| Théâtre LGBTQ                  | Fat Ham, James Ijames                                                                                                | - Fat Ham, James Ijames - For Both Resting and Breeding, Adam Meisner - I Wanna Fuck Like Romeo and Juliet, Andrew Rincón - Joan of Arkansas, Milo Wippermann - the bandaged place, Harrison David Rivers |
| Romance et érotisme LGBTQ      | A Tight Squeeze: Smutty Trans and Queer Stories, laura q                                                             | - A Tight Squeeze: Smutty Trans and Queer Stories, laura q - Chef’s Choice, TJ Alexander - Fly with Me: A Novel, Andie Burke - Iris Kelly Doesn’t Date, Ashley Herring Blake - The Fiancee Farce, Alexandria Bellefleur |
| Roman à mystère LGBTQ+         | A Calculated Risk, Cari Hunter                                                                                       | - A Calculated Risk, Cari Hunter - Don’t Forget the Girl, Rebecca McKanna - The Good Ones, Polly Stewart - Transitory, J. M. Redmann - Where the Dead Sleep, Joshua Moehling |
| Nonfiction LGBTQ+              | Hi Honey, I’m Homo, Matt Baume                                                                                       | - Black on Black: On Our Resilience and Brilliance in America, Daniel Black - Glitter and Concrete: A Cultural History of Drag in New York City, Elyssa Maxx Goodman - Hi Honey, I’m Homo, Matt Baume - Otherwise, Julie Marie Wade - Out: A Parent’s Guide to Supporting Your LGBTQIA+ Kid Through Coming Out and Beyond, John Sovec |
| Fiction spéculative LGBTQ+     | I Keep My Exoskeletons to Myself: A Novel, Marisa Crane                                                              | - Bang Bang Bodhisattva, Aubrey Wood - I Keep My Exoskeletons to Myself: A Novel, Marisa Crane - The Archive Undying, Emma Mieko Candon - Les Portes de Lumière (The Saint of Bright Doors) par Vajra Chandrasekera - The Thick and the Lean, Chana Porter |
| Études LGBTQ+                  | The Sexual Politics of Empire: Postcolonial Homophobia in Haiti, Erin L. Durban                                      | - Ambivalent Affinities: A Political History of Blackness and Homosexuality after World War II, Jennifer Dominique Jones - Care without Pathology: How Trans- Health Activists Are Changing Medicine, Christoph Hanssmann - Queer Career: Sexuality and Work in Modern America, Margot Canaday - Sexuality and the Rise of China: The Post-1990s Gay Generation in Hong Kong, Taiwan, and Mainland China, Travis S. K. Kong - The Sexual Politics of Empire: Postcolonial Homophobia in Haiti, Erin L. Durban |

## Prix spéciaux
- Prix Randall Kenan de la fiction LGBTQ noire : Liv Little
- Prix Jeanne Córdova de la nonfiction lesbienne ou queer : Stephanie Davies
- Prix Judith A. Markowitz pour les jeunes personnalités écrivaines LGBTQ d'exception : Federico Erebia et River 瑩瑩 Dandelion
- Prix Jim Duggins de la meilleure personnalité romancière en milieu de carrière : K.M. Soehnlein et Dr. Zelda Lockhart
- Prix J. Michael Samuel des personnalités écrivaines émergentes de plus de 50 ans : Paul Festa
- Prix Denneny de l'excellence éditoriale : Dr Remi Recchia
- Prix Pat Holt de l'écriture critique : Elizabeth Hoover